# Accident aérien de Santa Ana

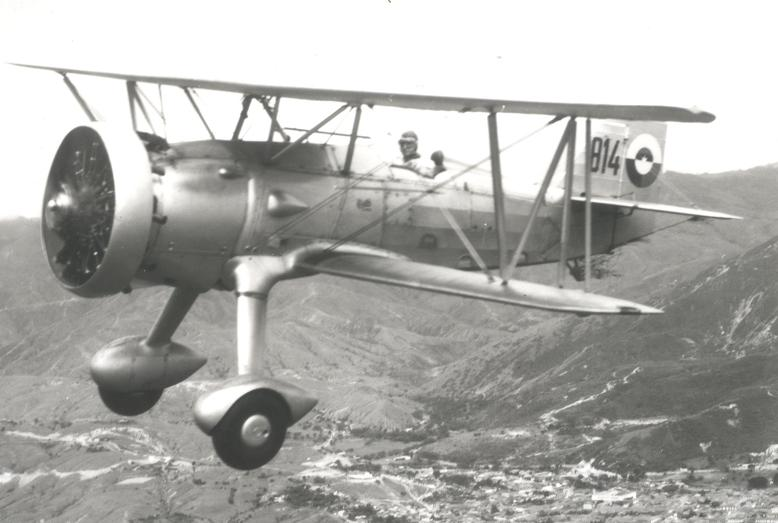
Faucon II F11C

La catastrophe aérienne de Santa Ana s'est produite le 24 juillet 1938, lors d'une revue militaire, sur le site de Campo de Marte dans le district de Santa Ana à Bogota, en Colombie. 
Au cours de sa présentation en vol, un biplan Curtiss Hawk II de l'armée de l'air colombienne piloté par le lieutenant César Abadia réalise une figure de voltige avant de s'écraser sur une tribune puis dans la foule.
Le pilote a tenté un passage entre la tribune présidentielle et la tribune des diplomates mais semble avoir mal estimé les distances : l'extrémité de son aile a heurté la tribune diplomatique. Le Hawk II a détruit une partie du toit de la tribune présidentielle et a ensuite atteint la foule avant d'exploser puis de s'arrêter sur le dos. 
Plus de cinquante personnes, civils et militaires compris, ont été tuées et plus de cent blessées. Parmi les personnes présentes dans la tribune présidentielle mais indemnes se trouvaient le président sortant colombien Alfonso López Pumarejo et son successeur Eduardo Santos. Parmi les blessés se trouvait Misael Pastrana, qui deviendra plus tard président de la Colombie.